# Tylecodon racemosus
Tylecodon racemosus är en fetbladsväxtart som först beskrevs av William Henry Harvey, och fick sitt nu gällande namn av H. Tölken. Tylecodon racemosus ingår i släktet Tylecodon och familjen fetbladsväxter. Inga underarter finns listade i Catalogue of Life.